# 大江戸ファイト
『大江戸ファイト』（おおえどファイト、海外名：Blood Warrior）は、1994年7月下旬にカネコより発売された業務用対戦型格闘ゲームである。
本作は『富士山バスター』の続編にあたり、前作の江戸時代風の世界観と怪しいキャラクターを前面に押し出しながらも、実写取り込みや残虐な演出といった『モータルコンバット』に似た要素が導入されており、瀕死の敵にとどめを刺すこともできる。設定切り替えによって残虐表現をモザイクで隠すこともできる。
本作に登場する9人のうち、霞(くノ一)と一休(地蔵)以外はすべて前作『富士山バスター』から引き続き登場しており、前作では職業名や種族名で呼ばれていたキャラクターは、本作では個人名で呼ばれている。
また、前作でボスキャラクターを務めた弁慶と五右衛門は、本作ではプレイヤーキャラクターに昇格した。4人のボスがいた前作とは違い、ボスキャラクターは存在せず、全キャラクターに勝った時点でエンディングとなる。キャラクターカラーは2種類のみで、同キャラクターを選ばない限り2Pカラーは見られない。また、登場人物のモデルはJAC所属のタレントで、ゲームステージは日光江戸村で収録された。
開発スタッフの中には『ゲーム批評』でコラムを執筆していたがっぷ獅子丸がいた。

## 登場キャラクター
金四郎
前作の侍。
嵐
前作の忍者。
獅子丸
前作の歌舞伎。
三平
前作の河童。
秀月
前作の将軍。
五右衛門
弁慶
一休
新規追加されたキャラクターの地蔵。
霞
新規追加されたキャラクターのくノ一。

## 評価
パソコンゲーム雑誌の編集者である前田尋之の公式サイト「電脳世界のひみつ基地」においてライターの稲波は、独特の味付けに加え、日本の2D対戦型格闘ゲームのような操作感覚と、『モータルコンバット』のような残虐性や実写取り込みが合わさったことによって、異色の格闘ゲームとなったと述べている。
また、稲波は、本作が店頭で稼働していた時期は短かったものの瞬間的な人気があり、プレイヤーに大きな印象を残したと振り返っている。